# Valdrôme
Valdrôme is een gemeente in het Franse departement Drôme (regio Auvergne-Rhône-Alpes) en telt 134 inwoners (2005). De plaats maakt deel uit van het arrondissement Die.

## Geografie
De oppervlakte van Valdrôme bedraagt 39,0 km², de bevolkingsdichtheid is 3,4 inwoners per km².

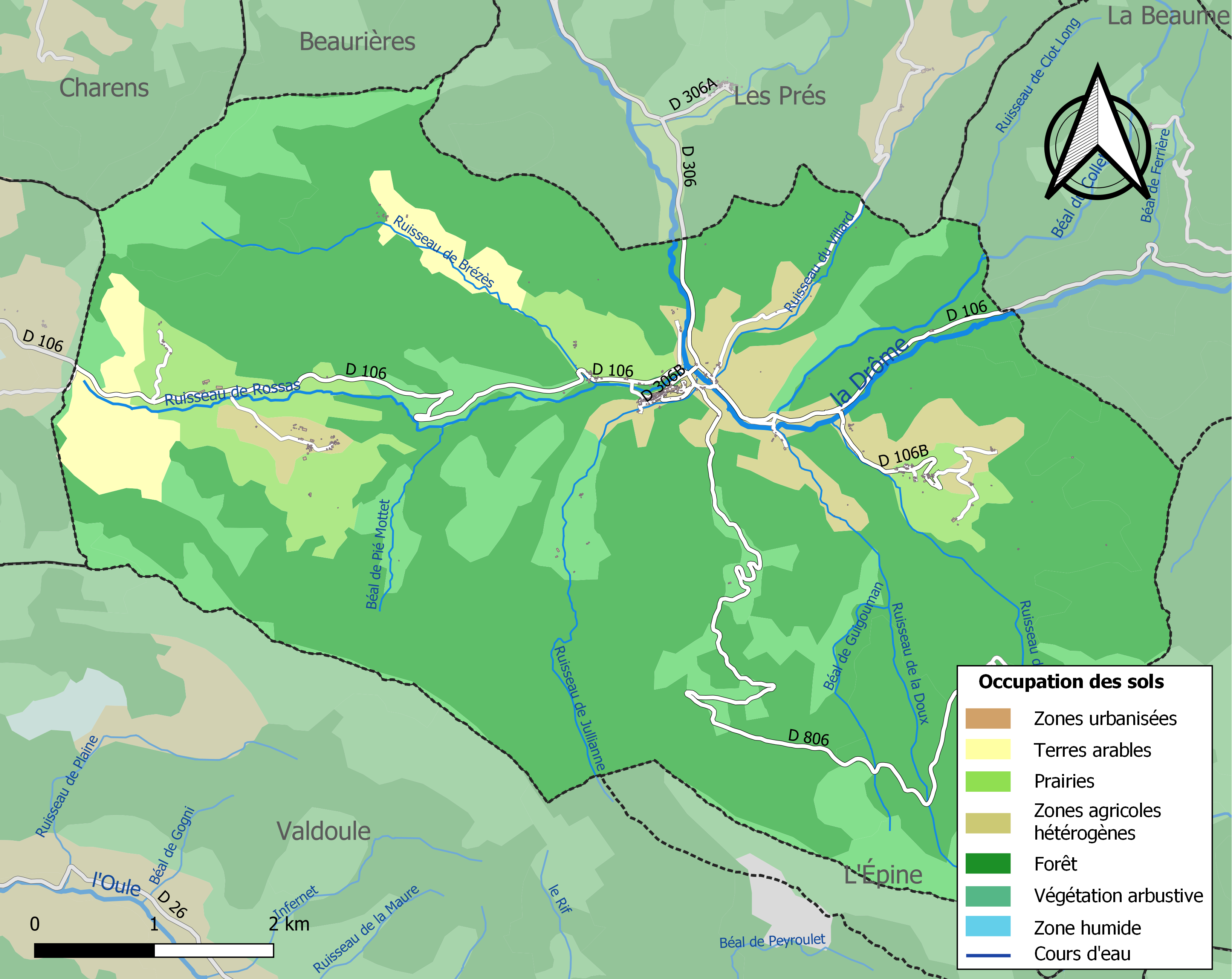
Kaart van de gemeente met belangrijkste infrastructuur, bodemgebruik en omliggende gemeenten

## Demografie
Onderstaande figuur toont het verloop van het inwonertal (bron: INSEE-tellingen).